# CeeLo Green
Си Ло Грин (енгл. Cee Lo Green; Атланта, 30. мај 1974) је амерички певач.

## Биографија
Грин је певач, репер, кантаутор и музички продуцент, најпознатији као члан Гуди Моба и Нарлс Барклија, а снимио је и два соло ЛП-а. Међу његовим соло хитовима су сингли „Closet Freak” (2002) и „I'll Be Around” (2003).
Године 2002. Си Ло је покренуо своју каријеру као самостални извођач. Од момента када је започео своју соло каријеру, освојио је награду Греми три пута. Његов трећи студијски албум „The Lady Kiler” освојио је платинумску награду у Енглеској.
У Новом Саду је 28. јуна 2013. године гостовао пред 30.000 људи.